# Younes Kandoussi
Younes Kandoussi (arab. يونس القندوسي,  ur. 5 lutego 1984 w Casablance) – marokański piłkarz, grający jako pomocnik w nieznanym klubie.

## Klub

### Początki
Zaczynał karierę w Racingu Casablanca, do pierwszego zespołu przebił się w 2008 roku.

### Olympique Khouribga
1 lipca 2009 roku został zawodnikiem Olympique Khouribga. W sezonie 2011/2012 zagrał 10 meczów. W kolejnym sezonie wystąpił w 18 meczach i strzelił jednego gola. W sezonie 2013/2014 nie zagrał żadnego meczu.

### Powrót do Racingu
1 grudnia 2013 roku dołączył do Racing Casablanca. W sezonie 2017/2018 Kandoussi w GNF 1 zagrał 18 meczów. 1 lipca 2018 roku zakończył karierę.